# Mamałyha (stacja kolejowa)
Mamałyha (ukr. Мамалига) – stacja kolejowa w miejscowości Mamałyha, w rejonie dniestrzańskim, w obwodzie czerniowieckim, na Ukrainie. Położona jest na linii Czerniowce – Ocnița.
Na stacji znajduje się ukraińskie przejście graniczne na granicy z Mołdawią.

## Historia
Stacja powstała w czasach carskich na linii z Oknicy do przejścia granicznego z Austro-Węgrami w Nowosielicy, pomiędzy stacjami Lipkań i Nowosielica.